# 天道
天道（てんどう、てんとう）とは、太陽が天空を通過する道をさすが、天体の運行には一定の規則性があるため、転じて天然自然の摂理、天理を意味するようになった。古代中国の原始宗教において、天地に存在する万物の運作は天の意思である「天命」によって決められたものであるとする思想が存在した。これが儒教の経典などを通して日本でも知られるようになり、さらに仏教や日本の在来信仰からも影響を受け、宿命論的な要素を持つ天道思想として中世から近世にかけて広く唱えられた。

## 戦国時代の天道思想
戦国時代の日本において、神仏習合に加えさらに儒教（とりわけ朱子学）の思想が強く混ざり合い、最終的に「天運」「天命」があらゆる物事の根源にあるとする、中世日本独有の思想体系・「天道思想」が発生した。個人の内面と行動が超自然的な天道に観られ運命が左右され、その行いがひどければ滅びるという、一神教的な発想である。
中世日本史学者の神田千里によれば、戦国時代後半には天道思想を共通の枠組みとした「一つの体系ある宗教」を構成して、大名も含めた武士層と広範な庶民など階層問わず当時の日本人の間で深く浸透していた。当時日本に進出し始めたイエズス会の宣教師たちにもキリスト教に似たものだと受け止められ、布教のため神を「天道」と意訳同一化して仏僧や武士、庶民と論議することで宣教しようとした。キリシタン大名もキリスト教の神を「天道」と表現する場合があったとされる。
代表的な思想者の一人は他でもない歴史家の太田牛一で、その著書『信長公記』において、人の行為、戦争や生死はどれも「天道」がすべて定めているとし、幸運な時は「天道照覧」として、逆に主君を弑殺した武将が非業の死を遂げるなどの事柄については「天道恐ろしき事」と称し、天道思想が基底にあるとする因果的運命論を主張した。延暦寺のような仏教大寺院でも「天道」に逆らえない存在で、その恐れを知らず背けば、織田信長の比叡山焼討のように滅亡するとされている。『太閤様軍記内』では非業の死を遂げた武将たちの最後を語り、その悲惨な死を天命として必ず「天道おそろしき事」と締めくくっている。

## その他の「天道」
日本では、太陽を天道様（おてんとさま）とも言う。世界各地で太陽は神として祀られ、太陽神の存在はよく知られる。日本の場合は、天照大神（アマテラスオオカミ）が太陽の神格化とされている。『古事記』や『日本書紀』には、スサノヲノミコトの乱暴狼藉のために、天照大神が天の岩戸に隠れて世の中が闇に包まれるとあり、太陽神の性格が顕在化する。伊勢の内宮として知られる皇大神宮には祭神として祀られている。
平安時代末期以降の本地垂迹思想の展開によって、神仏習合の考えが深まると、本地は大日如来、垂迹は天照大神となった。中世には神仏習合が天照大神を中心に展開し、『日本書紀』を読み替えて「中世日本紀」が生み出された。民間では、てんとうむし（天道虫と書く）を太陽に見立てた。

### 千葉の「天道念仏」
千葉県では、旧千葉郡を中心として、天道念仏と称し、村ごとに春2月・3月に出羽三山をかたどった祭壇を作り、念仏を唱え作物の豊作を祈るなど、農耕儀礼に展開した。船橋については『江戸名所図会』（1834～1836）に絵に描かれた記録が残る。春の彼岸頃に行われることが多く、浄土信仰とも混淆し太陽を拝んで到彼岸、極楽往生を願った。祭壇は出羽三山をかたどり、梵天を立て、中央に総奥の院の湯殿山を配した。湯殿山は、胎蔵界大日如来を本地、天照大神を垂迹としており、太陽信仰と習合した。千葉県には出羽三山講が広がり、天道念仏は修験道の影響を強く受けた民間行事となった。
山形県の天童が起源なので天道念仏となったという俗説もある。

### 播磨の「日の伴」
西日本の播磨地方では春の彼岸に一日中、太陽の動きに従って、村の東から西に歩いて到彼岸を願う「日の伴（ひのとも）」という行事も行われていた。

### 対馬の天道信仰
対馬では独自の天道信仰が残る。太陽の光が女性の陰部に差し込んで孕み、子供を産むという太陽感精神話が伝えられ、母神と子神として祀るようになったという。母神を山麓に子神を山上に祀り、天神たる太陽を拝むことが多く、山は天道山として禁忌の聖地とされる。子神は天童や天道法師とも言われる。石塔を作って山と太陽を拝む信仰があり、対馬の南岸に位置する豆酘の東の浅藻（あざも）にあるオソロシドコロ（恐ろし処、信仰の禁足地）の、八丁郭が名高い。多久頭魂神社に奉仕していた供僧は天道を祀り、赤米の赤に託して豊穣を祈願した。供僧は観音堂に奉仕し天道を祀る神仏習合の行事を続けてきた。天道は母子神のうちの子神で、母神は観音と習合したのである。旧暦正月10日の「頭受け神事」は一年間神仏に奉仕して赤米の栽培を行ってきた頭屋が、次の年の頭屋に受け渡す行事で厳格に行われてきた。北部の佐護湊の天神多久頭魂（あまのたくつたま）神社も天道信仰で山上に御子神を祀り、山麓の水辺にある神御魂（かみむすび）神社には天道の母神を祀り、母子神信仰である。天道の祭りは、太陽を拝むと共に、天道山を崇拝し、米や麦の収穫感謝を願った。対馬の中部では、旧6月のヤクマの祭りで石塔を立てて山を拝む習俗が天道信仰の名残りで、麦の収穫祭でもあった。木坂や青海では現在もおこなわれている。天道信仰は母子神が基盤にあったので、八幡信仰と習合した。太陽によって孕んだ子供を天神として祀る天道信仰の上に、母神（神功皇后）と子神（応神天皇）を祀る八幡信仰が重なった。母子神信仰は、日本神話と結び付けられて、豊玉姫命と鵜茅草葺不合命とも解釈された。しかし、母子神信仰の基層には、海神や山神の祭祀があり、太陽を祀る天道信仰が融合していた。元々は自然崇拝に発した祭祀が、歴史上の人物に仮託され、社人による神話の再解釈が導入され、明治時代以降は国家神道の展開によって、祭神が日本神話の神々に読みかえられ、式内社に比定されて祭神も天皇につながる神統譜に再編成された。

## 日本の地名
地名では、名古屋市天白区天道、福岡県飯塚市天道、鹿児島県出水郡長島町の天道山、山形県天童市などがある。